# La creación de Adán
La creación de Adán es un fresco en la bóveda de la Capilla Sixtina, pintado por Miguel Ángel alrededor del año 1511. Ilustra uno de los nueve episodios del Génesis representados allí por el artista toscano, en el cual Dios le da vida a Adán, el primer hombre. Cronológicamente, es el cuarto de los paneles que representan episodios del Génesis en el techo de la capilla, fue de los últimos en ser completados y es una de las obras de arte más apreciadas y reconocidas en el mundo.

## Historia

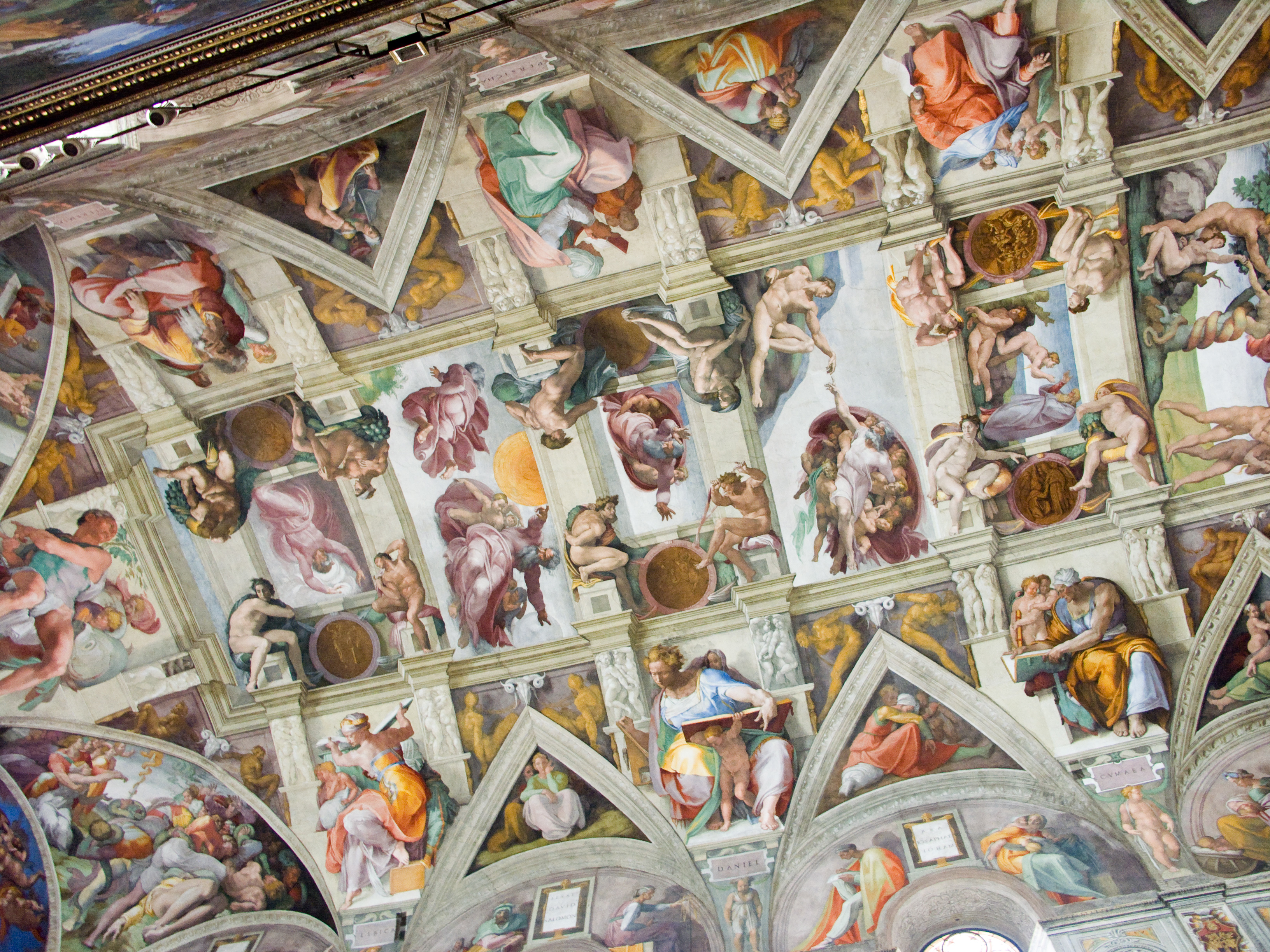
Miguel Ángel pintó el techo de la Capilla Sixtina; el trabajo tardó aproximadamente cuatro años en completarse (1508-1512).

En 1505, Miguel Ángel fue invitado a regresar a Roma por el recién elegido papa Julio II. Se le encargó la construcción de la tumba del papa, que debía incluir cuarenta estatuas y estar terminada en cinco años.
Bajo el patrocinio del papa, Miguel Ángel experimentó constantes interrupciones en su trabajo en la tumba para realizar muchas otras tareas. Aunque Miguel Ángel trabajó en la tumba durante 40 años, nunca se terminó a su satisfacción. Se encuentra en la Iglesia de S. Pietro in Vincoli en Roma y es más famoso por su figura central de Moisés, terminada en 1516. De las otras estatuas destinadas a la tumba, dos conocidas como el Esclavo rebelde y el Esclavo moribundo, están ahora en el Louvre
Durante el mismo período, Miguel Ángel pintó el techo de la Capilla Sixtina, que tardó aproximadamente cuatro años en completarse (1508-1512). Según el relato de Condivi, Bramante, que estaba trabajando en la construcción de la Basílica de San Pedro, resintió la comisión de Miguel Ángel para la tumba del papa y convenció al papa de encargarlo en un medio con el que no estaba familiarizado, para que pudiera fallar en la tarea.
Miguel Ángel recibió originalmente el encargo de pintar a los Doce Apóstoles en las pechinas triangulares que sostenían el techo y cubrir la parte central del techo con adornos. Miguel Ángel persuadió al papa Julio para que le diera las manos libres y propuso un esquema diferente y más complejo, que representaba la Creación, la Caída del Hombre, la Promesa de Salvación a través de los profetas y la genealogía de Cristo. La obra es parte de un esquema más amplio de decoración dentro de la capilla que representa gran parte de la doctrina de la Iglesia Católica.
La composición se extiende sobre 500 metros cuadrados de techo, y contiene más de 300 figuras. En su centro hay nueve episodios del Libro del Génesis, divididos en tres grupos: La Creación de la Tierra por Dios; La creación de Dios de la humanidad y su caída de la gracia de Dios; y por último, el estado de la Humanidad representado por Noé y su familia. En las pechinas que sostienen el techo están pintados doce hombres y mujeres que profetizaron la venida de Jesús; siete profetas de Israel y cinco Sibilas, mujeres proféticas del mundo clásico. Entre las pinturas más famosas del techo se encuentran La creación de Adán, Adán y Eva en el Jardín del Edén, el Diluvio, el Profeta Jeremías y la Sibila de Cumas.

## Composición
Dios es representado como un anciano, con barba, envuelto en una alborotada túnica color púrpura, la cual comparte con unos querubines. Su brazo izquierdo está alrededor de una figura femenina, normalmente interpretada como Eva, quien no ha sido creada aún y, en sentido figurado, espera en los cielos a que le sea dado un lugar en la Tierra. El brazo derecho de Dios se encuentra estirado, para impartir la chispa de vida de su propio dedo al de Adán, cuyo brazo izquierdo se encuentra en idéntica posición al de Dios. Es famoso el hecho de que ambos dedos están separados por una mínima distancia. La pintura tomó de tres a cuatro años en ser completada.
Las posiciones idénticas de Dios y Adán se basan en el Génesis 1:27, que dice que Dios creó al hombre a su imagen y semejanza. Al mismo tiempo Dios, que aparece flotando en el aire contrasta con la imagen terrenal de Adán, quien se encuentra acostado en un estable triángulo de tierra. El nombre de Adán viene del hebreo y significa hombre, y la forma femenina Adamah significa Mundo. 
La inspiración de Miguel Ángel pudo haber venido del himno medieval Veni Creator Spiritus, en el que se pide que el dedo de la mano paterna derecha (digitus paternae dexterae) dé a los fieles amor y corazón.

## Análisis

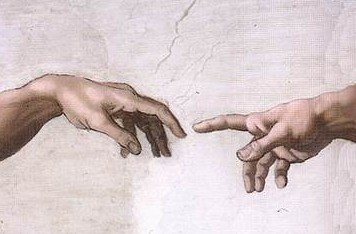
Las manos de Adán y de Dios

Varias hipótesis han surgido en torno al significado de la composición original de La creación de Adán. Muchas de estas toman la bien documentada experiencia de Miguel Ángel en la anatomía humana como punto de partida.

### Representación del cerebro humano
En 1990, el doctor Frank Lynn Meshberger publicó en la Revista de la Asociación Médica Norteamericana que las figuras y sombras representadas tras la figura de Dios aparecían como una acertada representación del cerebro humano incluyendo el lóbulo frontal, el quiasma óptico, el tronco del encéfalo, la hipófisis (o glándula pituitaria) y el cerebelo. En un examen detallado, los bordes de la pintura se correlacionan con los surcos principales del cerebro en la superficie interna y externa del cerebro, el tronco encefálico, el lóbulo frontal, la arteria basilar, la glándula pituitaria y el quiasma óptico.

### Representación del proceso de nacimiento
Alternativamente, se ha observado que la tela roja alrededor de Dios tiene la forma de un útero humano (un historiador del arte lo ha llamado "manto uterino") y que el pañuelo que cuelga, de color verde, podría ser un cordón umbilical recién cortado. En 2015, un grupo de investigadores italianos publicó en mayo Clinic Proceedings un artículo donde se superponían las imágenes del manto y el útero posparto. Según Enrico Bruschini (2004), "Esta es una interesante hipótesis que presenta la escena de la Creación como una representación idealizada del nacimiento físico del hombre ("La Creación"). Explica el ombligo que aparece en Adán, que al principio es desconcertante porque fue creado, no nacido de una mujer"

### Representación de la costilla de Eva
Además, Deivis Campos anota en Clinical Anatomy que el lado izquierdo del torso de Adán contiene una costilla adicional oculta. Debido al profundo conocimiento de la anatomía humana de Miguel Ángel, insinúa que el contorno de esta costilla es intencional y representa la costilla de Eva.
Campos sugiere que esta inclusión de costilla adicional fue una forma de que Miguel Ángel representara a Adán y Eva creados uno al lado del otro, lo que difiere de la tradición católica que dice que Eva fue creada después de Adán. Existe evidencia significativa de que Miguel Ángel estaba en desacuerdo radical con muchas tradiciones católicas y tuvo una relación tumultuosa con el comisionado del techo, el Papa Julio II. Por lo tanto, Campos sugiere que la inclusión de la costilla fue una forma intencional de despreciar al Papa Julio II y a la Iglesia Católica, sin tener que admitir fallas, ya que muy pocas personas sabían algo sobre anatomía humana en ese momento y podían desafiar la pieza. Sin embargo, en el libro de Génesis la creación de hombres y mujeres tiene dos versiones: Gen 2, 22 es la creación de Eva a partir de la costilla de Adán, pero antes de esto, en Génesis 1, 27, hay otra historia cuando el hombre y la mujer fueron creados uno al lado del otro: "Y creó Dios a la humanidad a su propia imagen , a imagen de Dios los creó, varón y hembra los creó ". Entonces, al menos para esta costilla, no hay apoyo para la suposición de que Miguel Ángel estaba en contra de cualquier tradición católica.[cita requerida]

## Bocetos críticos
Miguel Ángel fue un dibujante prolífico, ya que se formó en un taller florentino en un momento dinámico de la escena artística, cuando el papel estaba disponible en cantidad suficiente. De la siguiente manera, dibujar fue el primer paso en el proceso artístico de Miguel Ángel, ya que lo ayudó a planificar sus pinturas finales y piezas escultóricas. Por tanto, los bocetos de Miguel Ángel proporcionan un vínculo crítico entre su visión creativa y las composiciones finales. Esto es especialmente evidente a través de sus hojas “llenas de múltiples figuras y estudios minuciosos de la anatomía humana.

### Creación de estudios de Adán
Miguel Ángel completó dos bocetos en Roma como preparación para la escena de la Creación de Adán. Ambos están en exhibición en el Museo Británico de Londres, revelando el proceso de planificación en profundidad de Miguel Ángel para la composición del techo de la Capilla Sixtina y su seria atención a la perspectiva y las sombras.
El primero, es un Esquema para la Decoración de la Bóveda de la Capilla Sixtina: Estudios de Armas y Manos. El lado derecho de la página fue bosquejado en 1508 con tiza negra, y es un estudio de la mano inerte de Adán, antes de que se encienda con el don de la vida de Dios, en la escena de la Creación de Adán. Miguel Ángel esbozó esto sobre un estudio anterior con lápiz marrón y punta de plomo del techo abovedado de la Capilla Sixtina. Toda la composición tiene 274 milímetros de alto y 386 milímetros de ancho. El segundo boceto se titula Estudios de un desnudo masculino reclinado: Adán en el fresco "La creación del hombre". Fue creado en 1511 con tiza roja oscura, sobre un lápiz debajo del dibujo. La tiza roja era el medio preferido de Miguel Ángel en este período de tiempo, ya que podía afeitarse hasta un punto más fino que la tiza negra. Miguel Ángel usó esta fina punta para crear una superficie de piel brillante, que fue única para este boceto en particular, y no se ve en sus trabajos posteriores. El dibujo del anverso tiene 193 milímetros de altura y 259 milímetros de ancho.

### Estudios de un desnudo masculino reclinado: Adán en el fresco 'La creación del hombre'
En los Estudios de un desnudo masculino reclinado: Adán en el fresco 'La creación del hombre, Adán está descansando en la tierra, apoyado en su antebrazo, con los muslos extendidos y el torso ligeramente torcido hacia un lado. Miguel Ángel empleó un modelo masculino para capturar esta esforzada pose y utilizó su tiza roja para desarrollar gruesos contornos, con el fin de establecer una forma definitiva, de modo que cada visitante de la capilla pudiera reconocer claramente el cuerpo musculoso al estar de pie en el suelo, a 20 metros por debajo del techo.
En el último fresco de Miguel Ángel en el techo , Adán es físicamente hermoso, pero espiritualmente aún incompleto. El boceto es el prefacio de esta historia, ya que también es incompleto en el sentido de que el único componente completo del dibujo es el torso torcido de Adam. Las otras extremidades de Adam sangran de la página recortada en forma inmadura. Sin embargo, la obra no está "inacabada", ya que alcanzó su propósito para Miguel Ángel, que era trabajar los detalles del torso en el medio de la tiza, por lo que confiaba en la composición cuando comenzó la actual, panel de fresco permanente.

#### Contexto
Miguel Ángel estudió mucho el cuerpo humano y diseccionó numerosos cadáveres en su carrera artística, y las horas extraordinarias se cautivó con el torso masculino. En sus tratados de pintura y escultura, Leon Battista Alberti, definió la figura masculina como una "suma geométrica y armoniosa de sus partes". Sin embargo, Miguel Ángel sintió que el torso era la potencia del cuerpo masculino y, por lo tanto, merecía una atención y una masa significativas en sus obras de arte. Así, el torso en el Estudio representa una idealización de la forma masculina, "símbolo de la perfección de la creación de Dios antes de la caída.

## Repercusiones en el ámbito eclesial
El 8 de abril de 1994 el papa Juan Pablo II elogió la fuerza expresiva del fresco:

Ahora bien, es difícil no reconocer en el Creador visible y humanizado al Dios revestido de majestad infinita. Es más, en la medida en que lo permite la imagen con sus límites intrínsecos, aquí se ha expresado todo lo que se podía expresar. La majestad del Creador, al igual que la del Juez, hablan de la grandeza divina.»
Juan Pablo II, Homilía con ocasión de la restauración de la Capilla Sixtina